# Christine Gaigg
Christine Gaigg (* 1960 in Linz, Oberösterreich) ist eine österreichische Choreografin und Tänzerin.

## Leben
Christine Gaigg studierte Philosophie und Linguistik an der Universität Wien. Anschließend absolvierte sie eine Tanz- und Choreografieausbildung an der School for New Dance Development (SNDO) in Amsterdam.
Seit 1994 realisiert Gaigg unter dem Label Christine Gaigg / 2nd nature choreografische Konzepte, oft in Zusammenarbeit mit Komponisten Neuer Musik, zum Beispiel mit Max Nagl, Bernhard Gander, Klaus Schedl und Bernhard Lang. Das Kollektiv Gaigg/Harnoncourt/Lang/Ritsch eröffnete 2010 das Festival Steirischer Herbst mit Maschinenhalle#1. Seit Beginn der 2010er Jahre arbeitet Gaigg hauptsächlich in dokumentarischen Formaten, die sie als „Performance Essays“ bezeichnet.
Neben ihrer choreografischen Tätigkeit schrieb Christine Gaigg von 1995 bis 2001 für die Zeitschrift Performance Research. Sie war Vorstandsmitglied von T-junction, einer Vereinigung zur Förderung des zeitgenössischen Tanzes in Österreich. Von 1991 bis 1995 unterrichtete sie an der School for New Dance Development in Amsterdam und seit 1996 hat sie Lehraufträge für Performancetheorie am Institut für Theater-, Film- und Medienwissenschaft tfm der Universität Wien. Für den Falter arbeitete sie von 1979 bis 1984 als Filmredakteurin.
Im Jahr 2001 wurde Christine Gaigg für Sacre Material mit dem Österreichischen Tanzproduktionspreis ausgezeichnet.
Christine Gaigg lebt und arbeitet in Wien.

## Werke
- 1995 Oiwei Super, mit Max Nagl, Festival der Regionen, Oberösterreich
- 1998 The Time Falling Bodies Take to Light, im Rahmen von Europa Danse Europa mit Max Nagl
- 1999 one plus one, mit Tänzern des Tanztheater Wien und Live-Musik des Max Nagl Ensembles
- 2000 Sacre Material, im Rahmen von Tanz2000
- 2001 Sacre Material, Wiederaufnahme zur Eröffnung von ImPulsTanz, Museumsquartier Wien[4]
- 2001 ten2hundred, zur Eröffnung des Tanzquartiers Wien
- 2002 How to be tool – Solo for Milli Bitterli
- 2003 ADEBAR/KUBELKA, im Rahmen des Internationalen Filmfestivals Viennale
- 2005 TRIKE, mit Bernhard Lang, Theater am Neumarkt, Zürich[5]
- 2007 V-TRIKE, Kaaitheater Brüssel
- 2007 Über Tiere, Stück von Elfriede Jelinek, Schweizer Erstaufführung bei den Zürcher Festspielen in Koproduktion mit dem Theater am Neumarkt Zürich und dem Tanzquartier Wien[6][7]
- 2009 TrikeDoubleThree, Festival Wien Modern
- 2010 NetTrike, Universität für Musik und darstellende Kunst Institut 17 Elektronische Musik und IRCAM Paris
- 2010 Maschinenhalle#1, Steirischer Herbst[8] und Semper Depot Wien
- 2011 Seven Cuts, mit Bernhard Lang/Klangforum Wien, ImPulsTanz Festival Wien und Schauspielhaus Wien
- 2012 M-Trike, Schauspielhaus Wien
- 2012 Wenn die Kinder Steine ins Wasser werfen, Erzählung von Xaver Bayer, Schauspielhaus Wien
- 2013 DeSacre! Pussy Riot meets Vaslav Nijinsky, Uraufführung in der Josephskapelle, Wien[9][10]
- 2014 Maybe the way you made love twenty years ago is the answer?, Uraufführung Festival Steirischer Herbst und Odeon Wien[11]
- 2015 Charged Dokuments
- 2015 untitled (look, look, come closer) ImPulsTanz Festival Belvedere 21 und Semper Depot, Impulse Festival NRW
- 2017 fickt euch doch ins knie, mumok Wien[12]
- 2017 CLASH, Tanzquartier Wien und ImPulsTanz Festival, Odeon, Wien
- 2018 Meet, Tanzquartier Wien, mumok[13]
- 2019 Affair, Tanzquartier Wien[14]
- 2022 Rote Sonne, Volkstheater Wien[15][16]
- 2023 DeSacre, Wiederaufnahme, Otto Wagner Kirche, Wien[17]
- 2024 Polymono, ImPulsTanz Wien, Tanzquartier Wien[18]

## Auszeichnung
- 2001 Österreichischer Tanzproduktionspreis